# Tour de Finisterre
El Tour de Finisterre (oficialmente:Tour du Finistère) es una carrera ciclista profesional que se disputa en el departamento Finisterre, en Francia.
Se disputa de forma ininterrumpida desde 1986, pero solamente es para ciclistas profesionales desde 2000. Se corre en formato de clásica, es decir en un solo día y es puntuable para la Copa de Francia de Ciclismo. Desde la creación de los Circuitos Continentales UCI en 2005 forma parte del UCI Europe Tour, dentro de la categoría 1.1.
La prueba se realiza en las inmediaciones de la ciudad de Quimper, la capital de Finisterre.

## Palmarés
| Año                     | Ganador                | Segundo              | Tercero              |           |
| ----------------------- | ---------------------- | -------------------- | -------------------- | --------- |
| ediciones amateur       |                        |                      |                      |           |
| 1986                    | Jean-Jacques Lamour    | Philippe Tranvaux    | Philippe Dalibard    |           |
| 1987                    | Philippe Dalibard      | David John Tonks     | Dominique Le Bon     |           |
| 1988                    | Pierre Le Bigaut       | Philippe Quéméneur   | Bertrand Sourget     |           |
| 1989                    | Philippe Dalibard      | Camille Coualan      | Eric Heulot          |           |
| 1990                    | Philippe Mondory       | Stéphane Galbois     | Camille Coualan      |           |
| 1991                    | Dominique Le Bon       | Jean-Louis Conan     | Frederic Galerne     |           |
| 1992                    | Pierre-Henri Menthéour | Jean-Philippe Rouxel | Jean-Louis Conan     |           |
| 1993                    | Dominique Le Bon       | Eric Le Rigoleur     | Pascal Le Tanou      |           |
| 1994                    | Pascal Deramé          | Michel Lallouët      | David Delrieu        |           |
| 1995                    | Michel Lallouët        | Anthony Morin        | Dominique Rault      |           |
| 1996                    | Camille Coualan        | Dominique Rault      | Sylvain Desbois      |           |
| 1997                    | Walter Bénéteau        | Christophe Faudot    | Jean-Philippe Rouxel |           |
| 1998                    | Franck Trottel         | Freddy Ravaleu       | Nicolas Dumont       |           |
| 1999                    | Laurent Estadieu       | Pascal Pofilet       | Michel Lallouët      |           |
| ediciones profesionales |                        |                      |                      |           |
| 2000                    | Sébastien Hinault      | Jean-Cyril Robin     | Anthony Langella     |           |
| 2001                    | Franck Renier          | Jean-Cyril Robin     | Xavier Jan           |           |
| 2002                    | David Bernabéu         | Johan Coenen         | Eddy Lembo           |           |
| 2003                    | Nicolas Fritsch        | Yoann Le Boulanger   | Julien Laidoun       |           |
| 2004                    | Daniele Balestri       | Mickaël Buffaz       | Bert Scheirlinckx    |           |
| 2005                    | Simon Gerrans          | David Moncoutié      | Yuri Trofímov        |           |
| 2006                    | Serguéi Kolésnikov     | Pierrick Fédrigo     | Mikel Gaztañaga      |           |
| 2007                    | Niels Brouzes          | Yann Huguet          | Konstantin Klyuev    |           |
| 2008                    | David Le Lay           | Aleksejs Saramotins  | Rémi Pauriol         |           |
| 2009                    | Dimitri Champion       | Pierrick Fédrigo     | Anthony Geslin       |           |
| 2010                    | Florian Vachon         | Leonardo Duque       | Cédric Pineau        |           |
| 2011                    | Romain Feillu          | Armindo Fonseca      | Sandy Casar          |           |
| 2012                    | Julien Simon           | Samuel Dumoulin      | Jonathan McEvoy      |           |
| 2013                    | Cyril Gautier          | Frederik Veuchelen   | Anthony Geslin       |           |
| 2014                    | Antoine Demoitié       | Julien Simon         | Armindo Fonseca      |           |
| 2015                    | Tim de Troyer          | Jérôme Baugnies      | Julien Simon         |           |
| 2016                    | Baptiste Planckaert    | Samuel Dumoulin      | Alexandre Geniez     |           |
| 2017                    | Julien Loubet          | Julien Simon         | Pierre Latour        |           |
| 2018                    | Jonathan Hivert        | Romain Bardet        | Guillaume Martin     |           |
| 2019                    | Julien Simon           | Andrea Vendrame      | Baptiste Planckaert  |           |
| 2020                    | cancelada              | cancelada            | cancelada            | cancelada |
| 2021                    | Benoît Cosnefroy       | Sean De Bie          | Rasmus Tiller        |           |
| 2022                    | Julien Simon           | Clément Venturini    | Sandy Dujardin       |           |
| 2023                    | Paul Penhoët           | Sandy Dujardin       | Axel Zingle          |           |
| 2024                    | Benoît Cosnefroy       | Corbin Strong        | Rudy Molard          |           |
| 2025                    | Aubin Sparfel          | Bastien Tronchon     | Émilien Jeannière    |           |

## Palmarés por países
| País      | Victorias |
| --------- | --------- |
| Francia   | 32        |
| Bélgica   | 3         |
| España    | 1         |
| Australia | 1         |
| Rusia     | 1         |
| Italia    | 1         |